# Bora (wind)

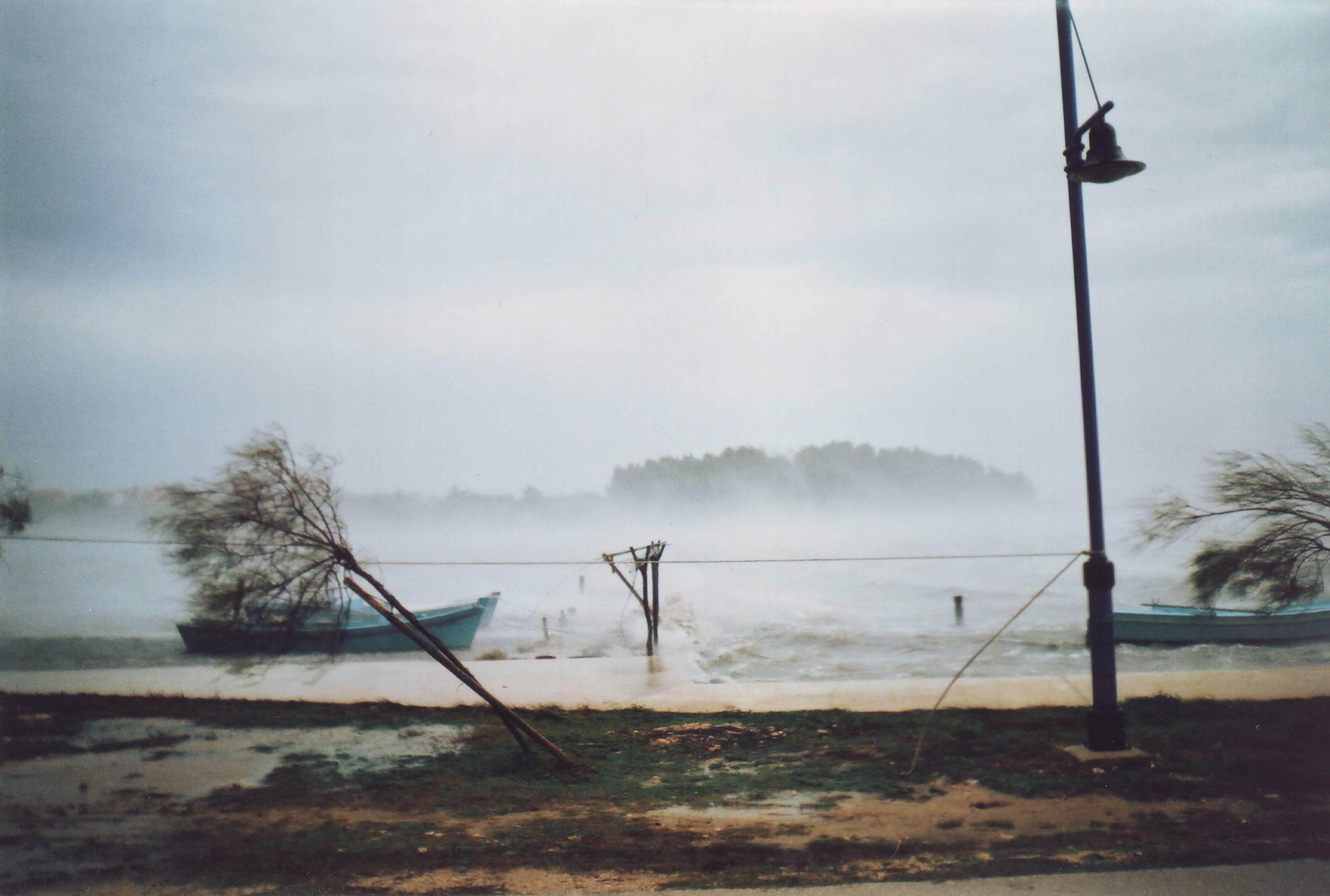
De bora aan de Kroatische kust

De bora is een droge, vaak snijdend koude valwind uit noordoostelijke richting. Deze wind laat zich vooral voelen tijdens de winter over de Adriatische Zee en de kustgebieden tussen Triëst en Dubrovnik. De wind ontstaat boven de Balkan-hoogvlakte of is afkomstig uit de Russische vlaktes en valt langs een steile bergwand (1000 m). De wind wordt gekanaliseerd door de bergtoppen waardoor plaatselijk windstoten tot 180 km/u kunnen ontstaan. De bora is een voorbeeld van een katabische wind of valwind.
De naam van de wind verwijst naar Boreas, de Griekse god van de noordenwind. In het Sloveens heet de wind burja en in het Kroatisch bura. Bora is de Italiaanse naam.
De Volkswagen Bora en Maserati Bora zijn naar deze wind genoemd.